# Like a Lady
Like a Lady е поп песен, написана от Risto Asikainen, Zippy Davis, Ercola и Alexander Komlew за германското поп трио Монроуз. Песента е част от четвъртия и последен студиен албум на групата Ladylike. Съпродуцент на песента е Tuneverse, като се очаква тя да бъде издадена като първия сингъл от албума на 28 май 2010 година. Видеото към песента е заснето на 3 май 2010 в Берлин, Германия.